# Unité urbaine de Limoux
L'unité urbaine de Limoux est une unité urbaine française centrée sur la ville de Limoux, située dans le département de l'Aude, en région Occitanie.

## Données générales
En 2010, selon l'Insee, l'unité urbaine de Limoux est composée de cinq communes, toutes situées dans l'arrondissement de Limoux, subdivision administrative du département de l'Aude.
En 2020, à la suite d'un nouveau zonage, elle est composée des cinq mêmes communes.
En 2022, avec 13 039 habitants, elle représente la 4e unité urbaine du département de l'Aude et occupe le 43e rang dans la région Occitanie.
En 2021, sa densité de population s'élève à 201 hab/km2. Par sa superficie, elle ne représente que 1,06 % du territoire départemental mais, par sa population, elle regroupe 3,46 % de la population du département de l'Aude.

## Composition 2020 de l'unité urbaine
Elle est composée des cinq communes suivantes :
| Nom                   | Code Insee | Département | Statut       | Superficie (km2) | Population (dernière pop. légale) | Densité (hab./km2) | Modifier                                    |
| --------------------- | ---------- | ----------- | ------------ | ---------------- | --------------------------------- | ------------------ | ------------------------------------------- |
| Limoux (ville-centre) | 11206      | Aude        | ville-centre | 32,41            | 10 339 (2022)                     | 319                | modifier les données · modifier les données |
| Cournanel             | 11105      | Aude        | banlieue     | 6,34             | 664 (2022)                        | 105                | modifier les données · modifier les données |
| La Digne-d'Aval       | 11120      | Aude        | banlieue     | 3,14             | 526 (2022)                        | 168                | modifier les données · modifier les données |
| Magrie                | 11211      | Aude        | banlieue     | 9,95             | 543 (2022)                        | 55                 | modifier les données · modifier les données |
| Pieusse               | 11289      | Aude        | banlieue     | 12,92            | 967 (2022)                        | 75                 | modifier les données · modifier les données |

## Évolution démographique
| 1968   | 1975   | 1982   | 1990   | 1999   | 2010   | 2015   | 2021   |
| ------ | ------ | ------ | ------ | ------ | ------ | ------ | ------ |
| 12 007 | 12 401 | 11 907 | 11 835 | 11 755 | 12 820 | 12 989 | 13 018 |

#### Données générales
- Unité urbaine
- Aire d'attraction d'une ville
- Aire urbaine (France)
- Liste des unités urbaines de France

#### Données démographiques en rapport avec l'unité urbaine de Limoux
- Aire d'attraction de Limoux
- Arrondissement de Limoux

#### Données démographiques en rapport avec l'Aude
- Démographie de l'Aude